# San Pedro Carchá
San Pedro Carchá ist eine Kleinstadt in Guatemala und Verwaltungssitz der gleichnamigen Großgemeinde (Municipio) im Departamento Alta Verapaz. In dem 1082 km² großen Municipio leben rund 200.000 Menschen, in San Pedro Carchá etwa 18.000.

## Geografie
San Pedro Carchá liegt im zentralen Hochland von Alta Verapaz am Oberlauf des Río Cahabón auf etwa 1.200 m Höhe. Der Großteil des Gemeindegebietes erstreckt sich im umliegenden Bergland zwischen 600 und 2.100 m Höhe und wird geprägt von Nebelwald und feucht-gemäßigtem Klima.
San Pedro Carchá grenzt im Norden an die Gemeinden Chisec und Raxruhá, im Nordosten an Fray Bartolomé de Las Casas, im Osten an Santa María Cahabón und Lanquín, im Südosten und Süden an Senahú und San Juan Chamelco und im Westen an Cobán.

## Bevölkerung
Der Großteil der Bevölkerung gehört zur Maya-Gruppe Kekchí, ein kleinerer Teil sind Pocomchí, rund drei Prozents sind Ladinos. Die Stadt Pan Pedro Carchá gliedert sich in acht Stadtbezirke („Zonen“) und zehn Siedlungen. Das Municipio umfasst 35 Landgemeinden („aldeas“), die sich weiter in 238 kleinere Ortsteile und Weiler untergliedern.

## Geschichte
San Pedro Carchá ist eine der ältesten Siedlungen in Alta Verapaz. Es wird schon in den vorkolonialen Annalen der Cakchiquel und insbesondere auch im Popol Vuh, dem heiligen Buch der Quiché erwähnt. Der ursprüngliche Name lautete Carchah, der sich wohl auf einen recht bekannten Ballspielplatz bezog. Friedlich in die Verapaz-Region vordringende Dominikaner-Mönche missionierten 1543 die rund 400 Einwohner des Ortes und errichteten ab 1544 in unmittelbarer Nähe ein neues Dorf im spanischen Kolonialstil, dessen Kirche auch heute noch sehenswert ist. San Pedro Carchá wurde schon damals Verwaltungssitz einer von zehn Gemeinden der Verapaz-Region. Gegen Ende der Kolonialzeit hatte der Ort etwa 2.000 Einwohner. Der Status als Municipio wurde nach der Unabhängigkeit von Spanien am 12. September 1839 offiziell bestätigt.

## Wirtschaft und Verkehr
San Pedro Carchá liegt etwa acht Kilometer östlich von Cobán, der Hauptstadt von Alta Verapaz. Über die Nationalstraße 5 und die Fernstraße CA 14 ist der Ort recht gut mit dem Rest des Landes verbunden. Nach Guatemala-Stadt sind es über El Rancho rund 220 km. Der Ort profitiert vom Tourismus einerseits durch den Balneario Las Islas, ein natürliches, durch einen Fluss geschaffenes „Schwimmbad“, und andererseits vom Durchgangsverkehr von Cobán nach Lanquín, wo sich unter anderem die Touristenattraktion Semuc Champey befindet. Wichtigster Wirtschaftszweig ist die Landwirtschaft. Zu den bedeutendsten Produkten gehören Kaffee, Kardamom, Mais und Bohnen sowie verschiedenen Gemüsearten. Eine wichtige Rolle spielt auch die Viehzucht. Von Bedeutung ist der Dienstleistungssektor und das Handwerk, insbesondere die Verarbeitung von Silber.